# Antonio Escario
Antonio Escario Martínez (Albacete, 18 de octubre de 1935-Valencia, 7 de junio de 2018) fue un arquitecto español.

## Biografía
Nacido en Albacete en 1935, cursó el bachillerato en el colegio de los Escolapios de la capital albaceteña. Se formó en arquitectura en la Escuela de Madrid, doctorándose en 1967. 
Ocupó diversos cargos públicos como arquitecto en la Diputación Provincial de Albacete, la Consejería de Cultura y Educación de la Comunidad Valenciana o la Universidad de Valencia, además de haber sido vicepresidente de la comisión de urbanismo de Valencia y presidente de la comisión provincial de urbanismo.
Fue profesor de la Escuela Técnica Superior de Arquitectura de Valencia durante cerca de dos décadas.
Entre 1970 y 1989 desarrolló buena parte de su actividad profesional junto a los arquitectos José Antonio Vidal Beneyto y José Vives Ferrero, formando la sociedad Escario, Vidal y Vives.
Resultó ganador de numerosos concursos nacionales e internacionales (terminal del aeropuerto de Vigo, Caja de Ahorros de Castilla-La Mancha, Auditorio Teatro de Andorra, sede de la Oficina de Armonización del Mercado Interior en Alicante, Tesorería Territorial de la Seguridad Social de Sevilla, Real Club Náutico de Valencia...).
Desde 2008 fue académico de número en la Real Academia de Bellas Artes de San Carlos.

## Obras

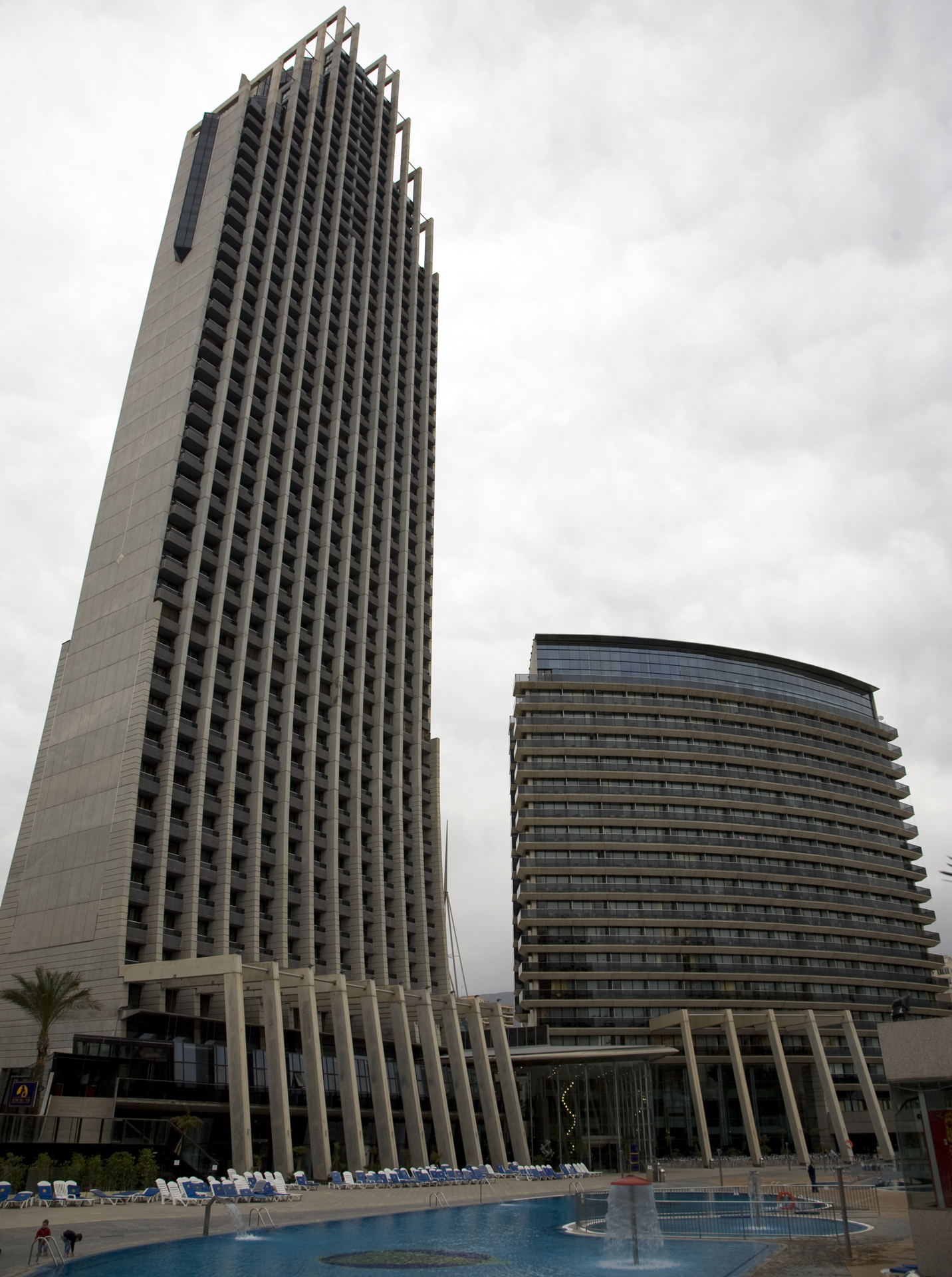
Gran Hotel Bali (2002), Benidorm

Algunas obras de Antonio Escario son:
- Oratorio de San Felipe Neri (Albacete)
- Museo Arqueológico de Albacete
- Edificio CCM (Albacete)
- Caseta de los Jardinillos (Albacete)
- Iglesia de la Asunción (Albacete)
- Edificio Melchor de Macanaz (Albacete)
- Hospital de Las Tiesas (Albacete)
- Gran Hotel Bali (Benidorm)
- Edificio Santa Margarita (Benidorm)
- Teatro Auditorio de Andorra
- La Pagoda (Valencia)
- Facultad de Farmacia de la Universidad de Valencia
- Sede de la Seguridad Social (Valencia)
- Terminal del Aeropuerto de Vigo
- Sede de la Oficina de Propiedad Intelectual de la Unión Europea (Alicante)
- Tesorería Territorial de la Seguridad Social (Sevilla)
- Real Club Náutico de Valencia, con Cristina y Camilo Grau García[5]
- Edificio Hispania (Murcia)

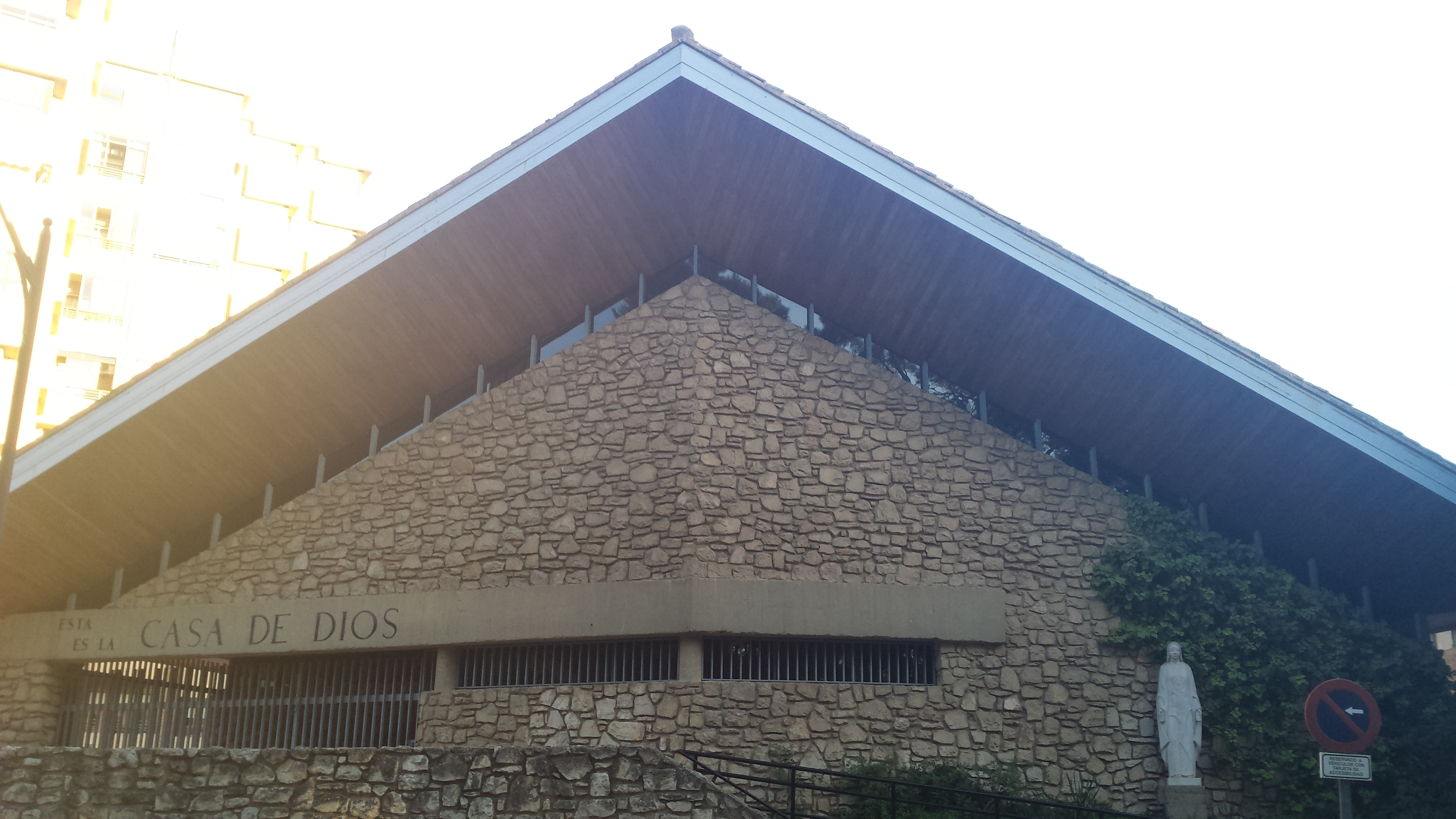
Oratorio de San Felipe Neri, Albacete
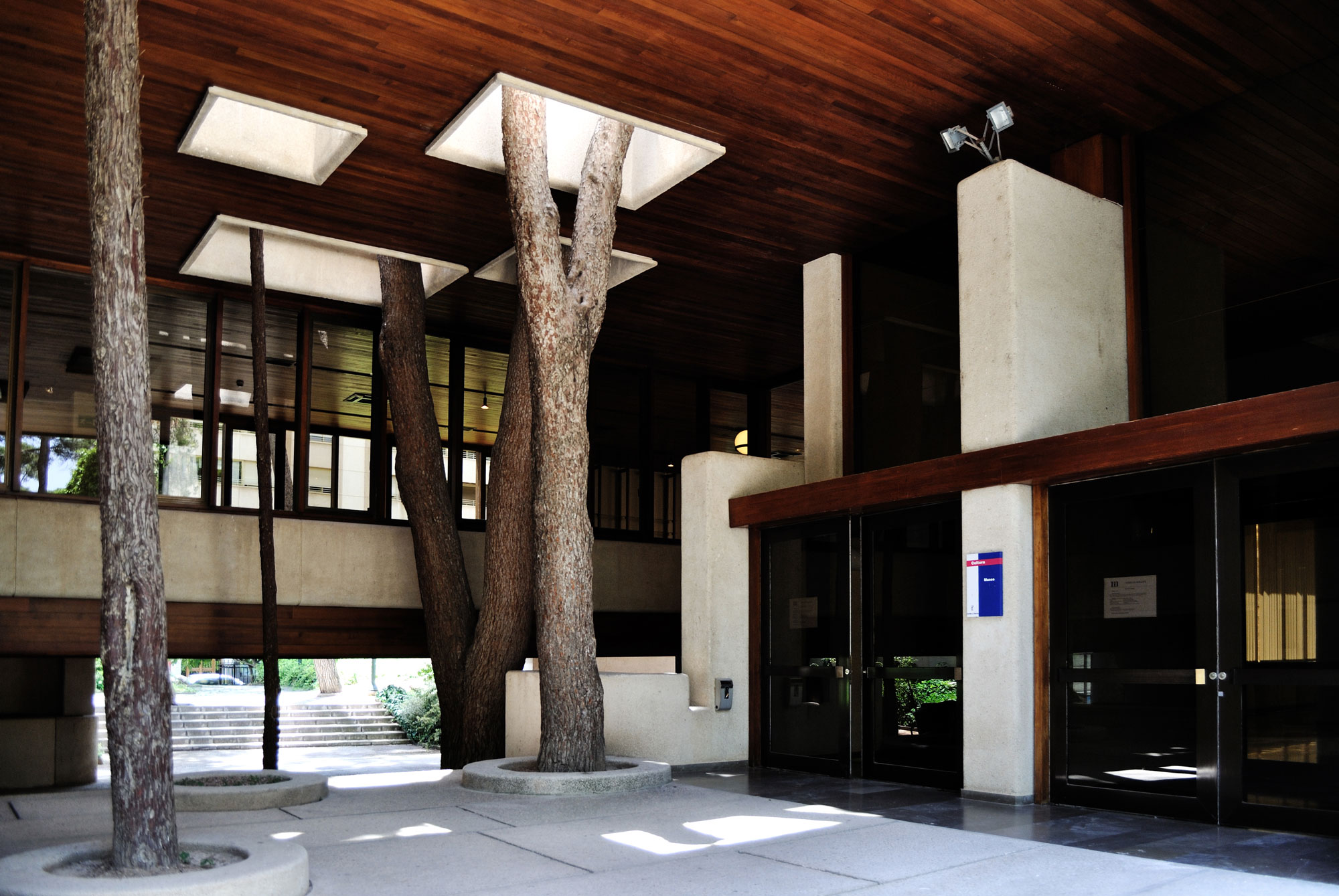
Museo Arqueológico de Albacete
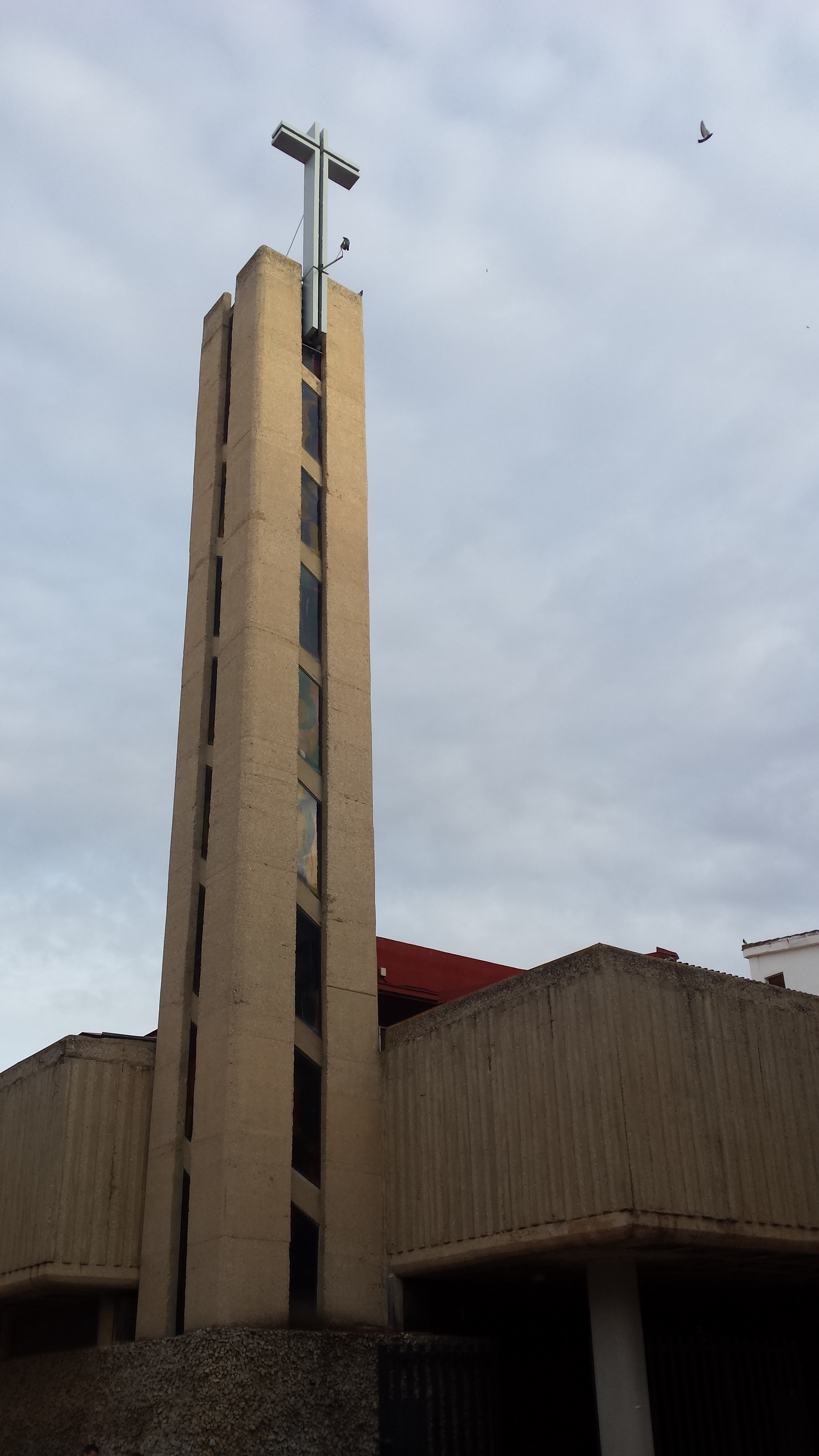
Iglesia de la Asunción, Albacete
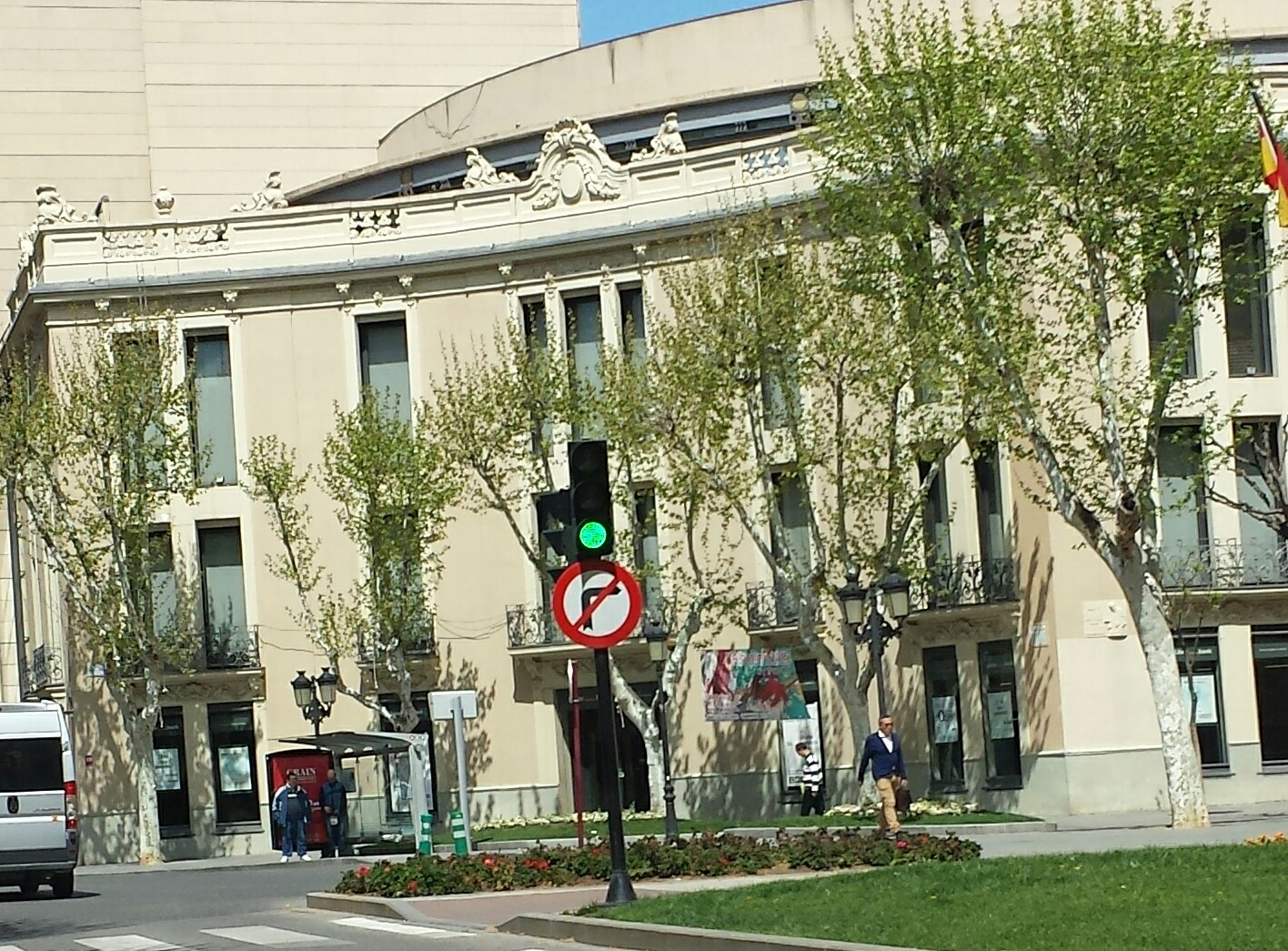
Edificio CCM, Albacete
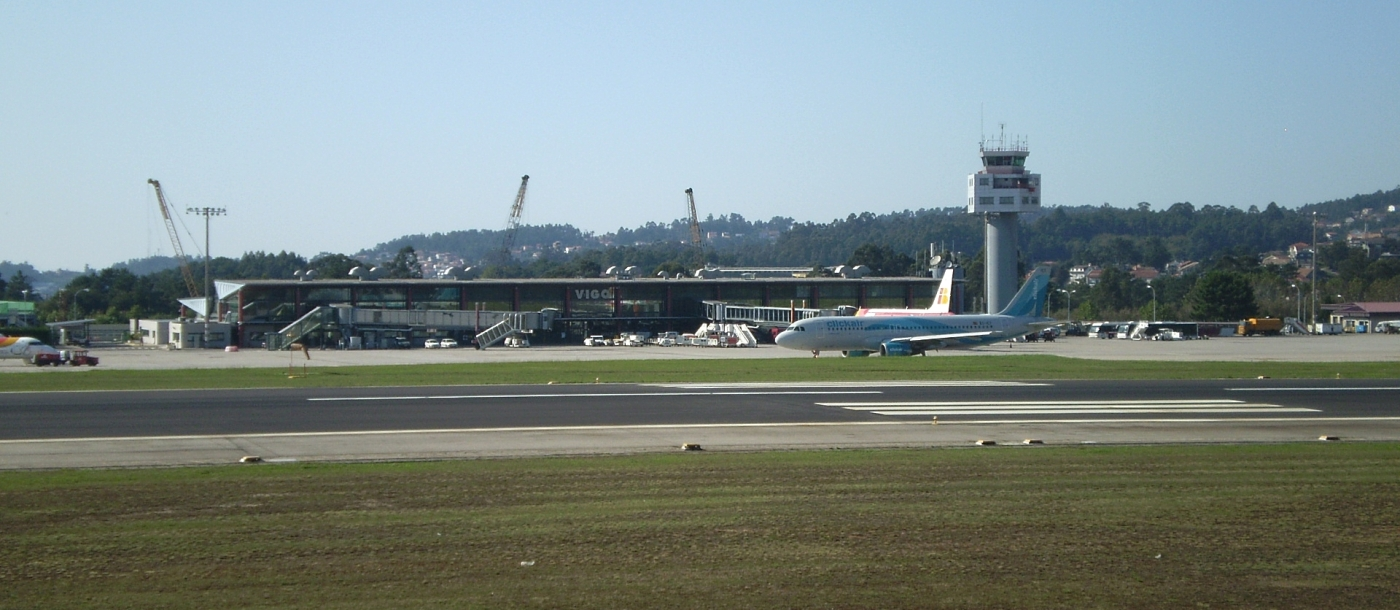
Terminal del Aeropuerto de Vigo
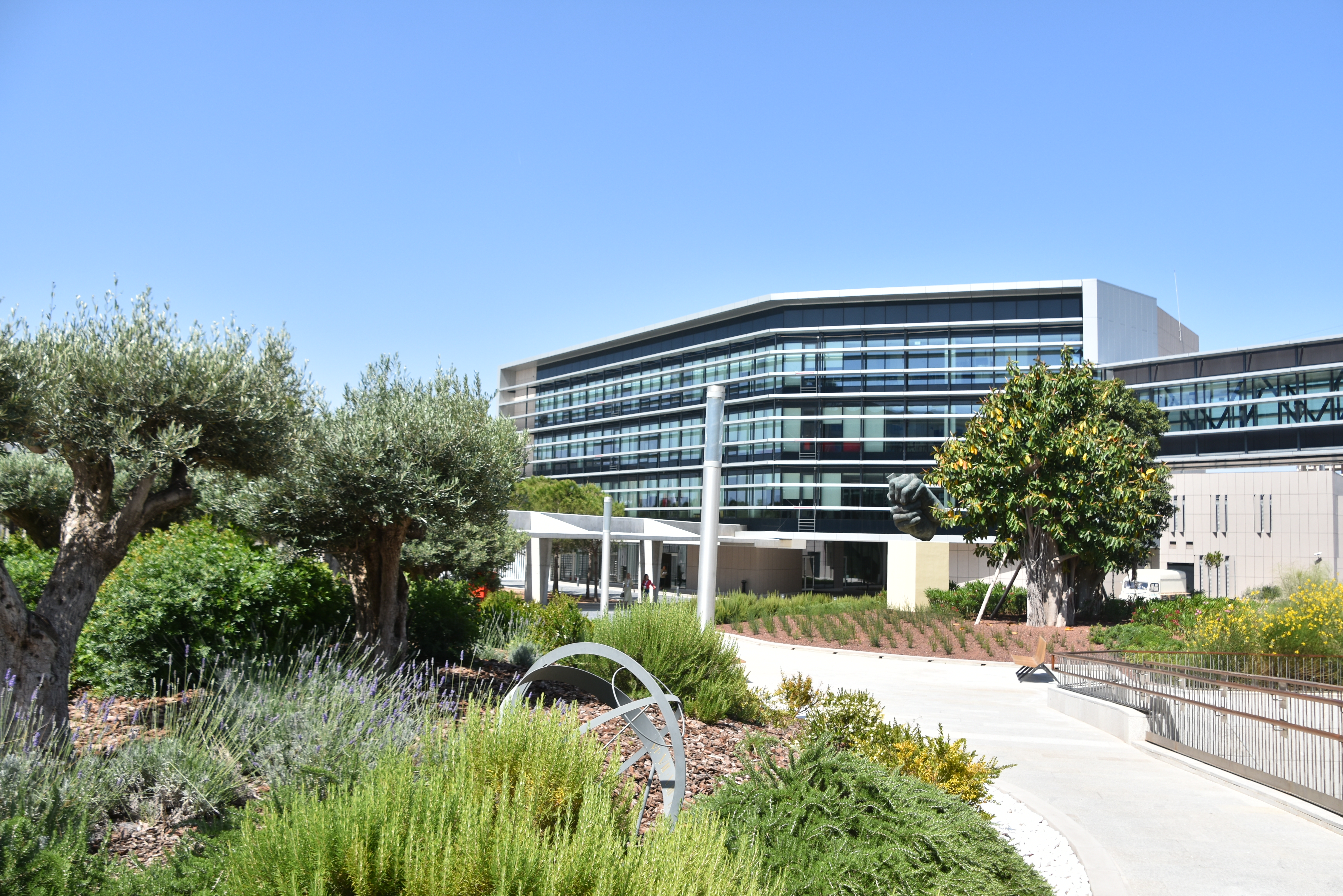
Sede de la Oficina de Propiedad Intelectual de la Unión Europea, Alicante
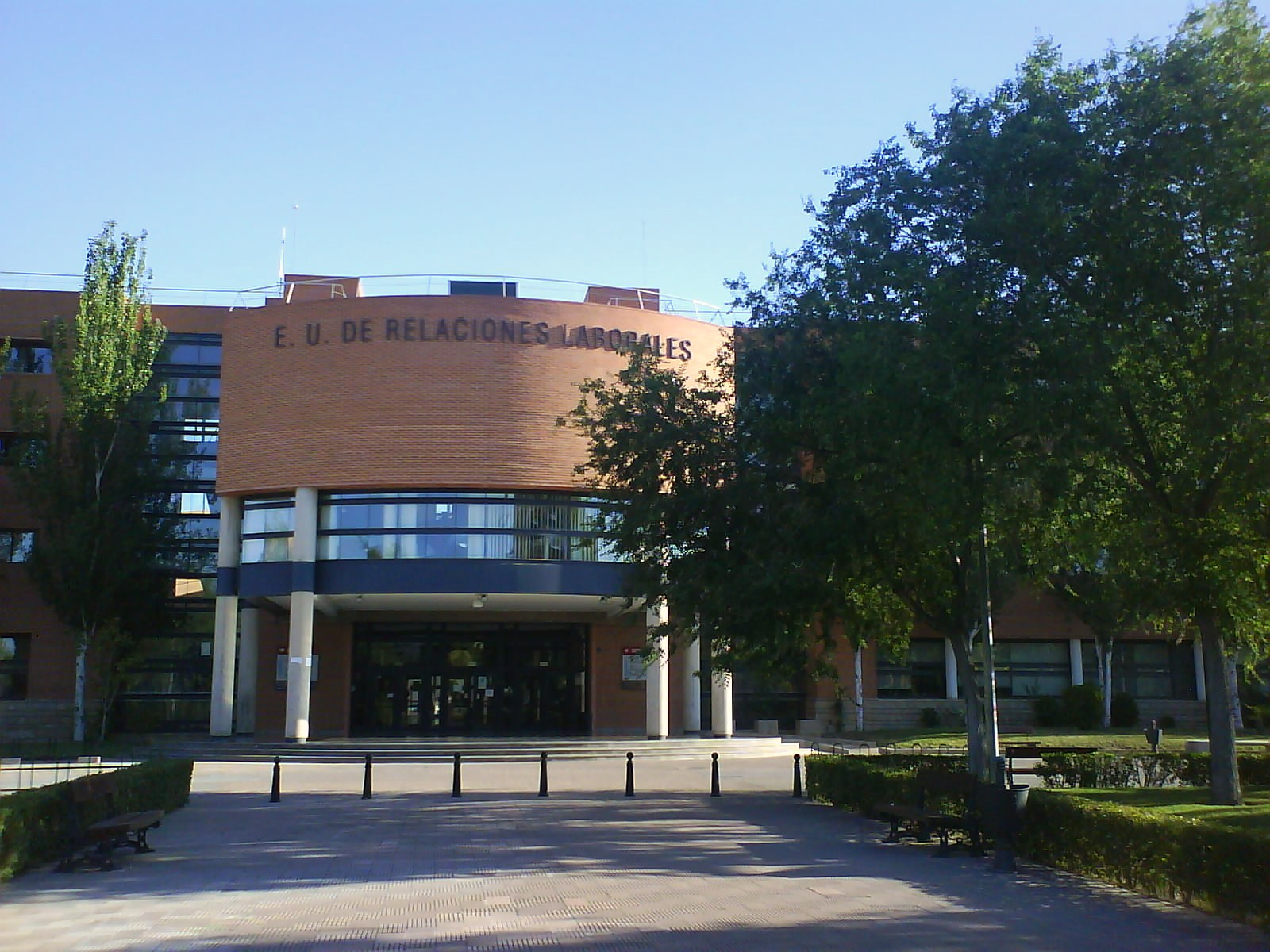
Edificio Melchor de Macanaz, Universidad de Castilla-La Mancha, Albacete
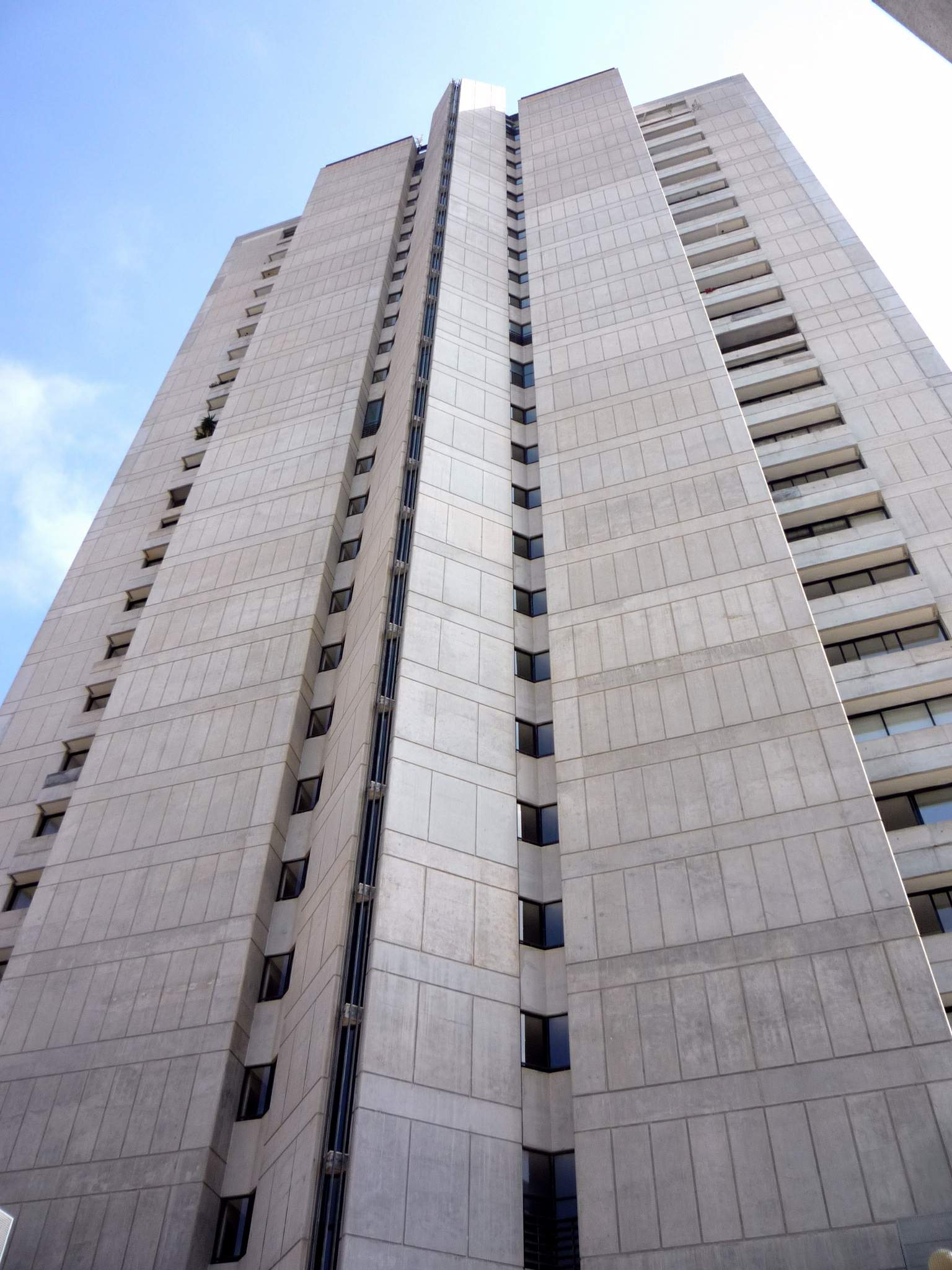
Edificio Santa Margarita, Benidorm

## Premios

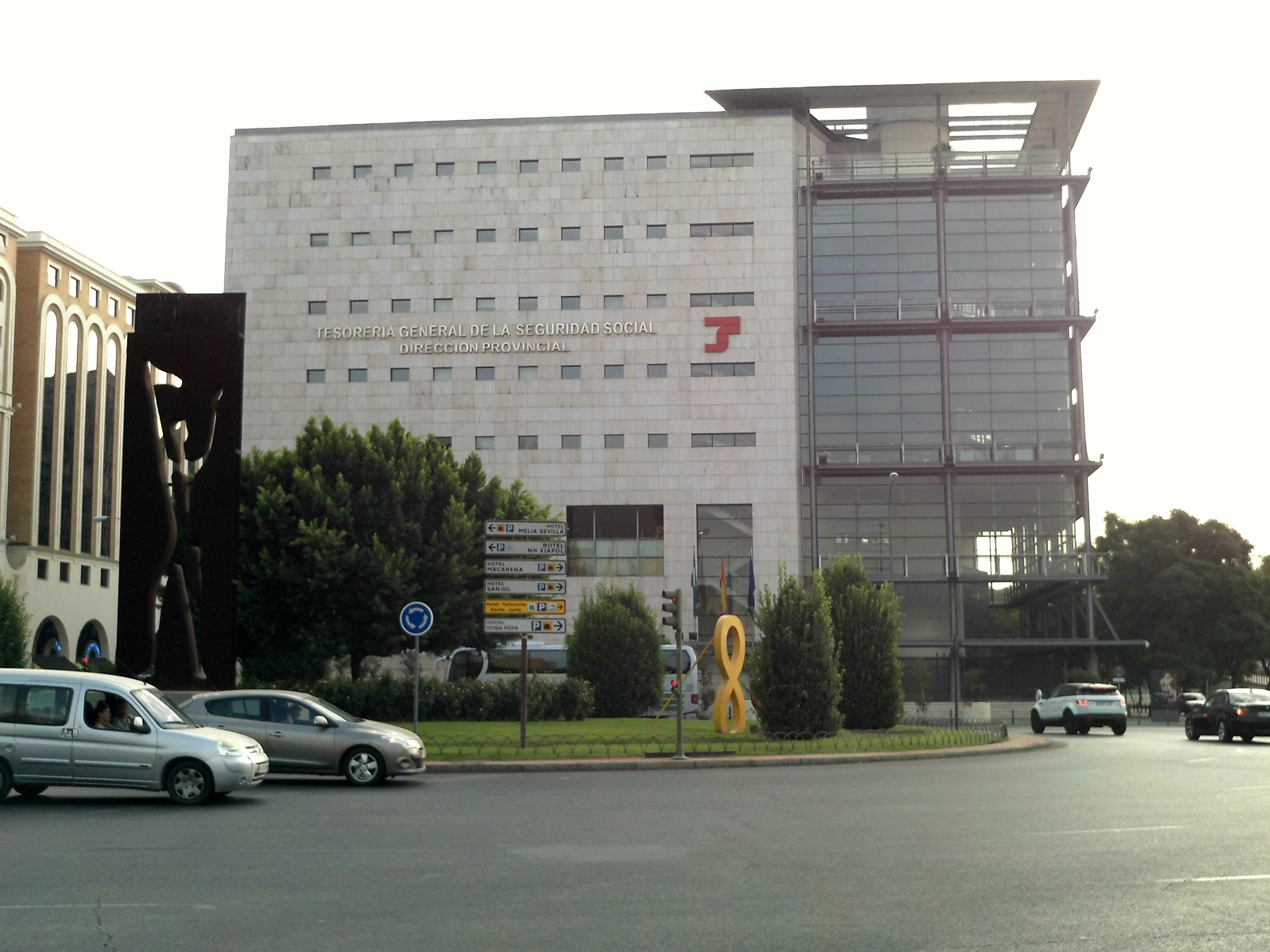
Tesorería General de la Seguridad Social de Sevilla

Escario ha recibido numerosos reconocimientos, entre los que destacan:
- Premio Nacional de Arquitectura de la Fundación C.E.O.E. (1993)
- Mestre Valencià d'Arquitectura (2013)